# Pedobesia
Pedobesia es un género de algas verdes, perteneciente a la familia Derbesiaceae.

## Especies dePedobesia
- Pedobesia clavaeformis
- Pedobesia feldmannii
- Pedobesia ryukyuensis
- Pedobesia simplex
- Pedobesia solieri